# 互生叶景天
互生叶景天（学名：Sedum chauveaudii var. margaritae）为景天科景天属下的一个变种。

## 扩展阅读
- 維基物種上的相關：互生叶景天